# Sesamothamnus
Sesamothamnus là một chi thực vật thuộc họ Pedaliaceae. Chi này có các loài sau (tuy nhiên danh sách này có thể chưa đủ):
- Sesamothamnus benguellensis, Welw.
- Sesamothamnus busseanus, Engl.
- Sesamothamnus guerichii, (Engl.) E.A. Bruce.
- Sesamothamnus leistneri, nom. prov.
- Sesamothamnus lugardii, N.E.Br. ex Stapf.
- Sesamothamnus rivae, Engl.

## Hình ảnh

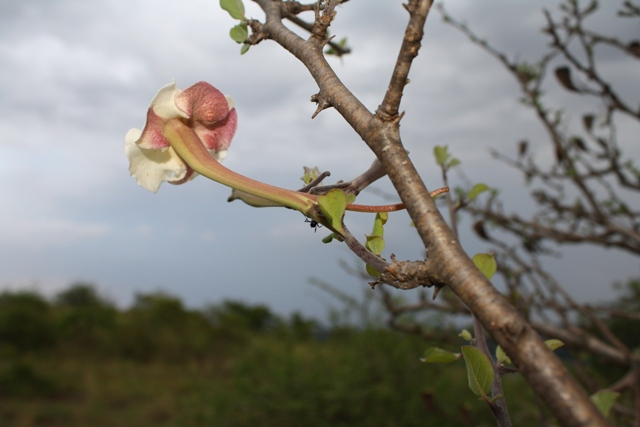
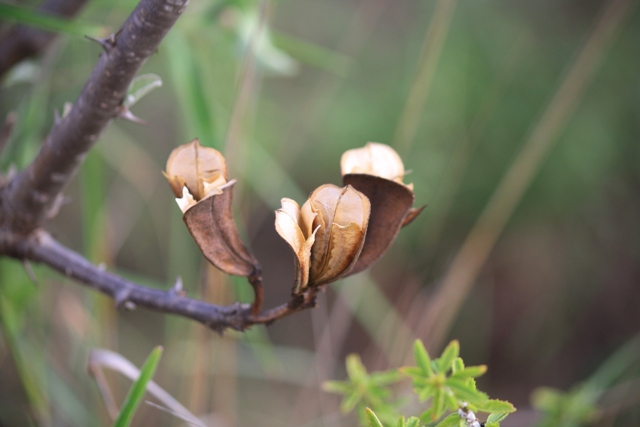
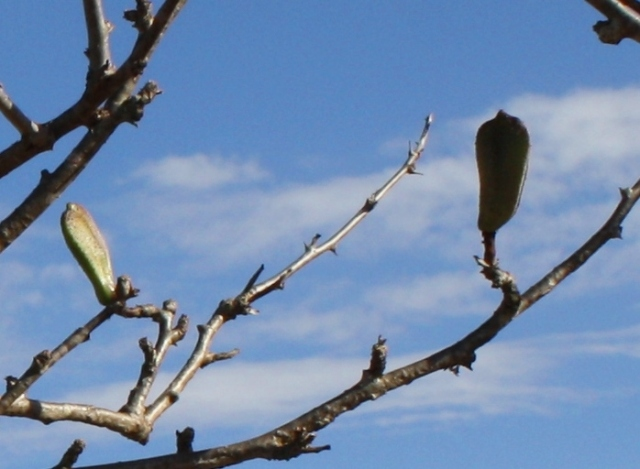
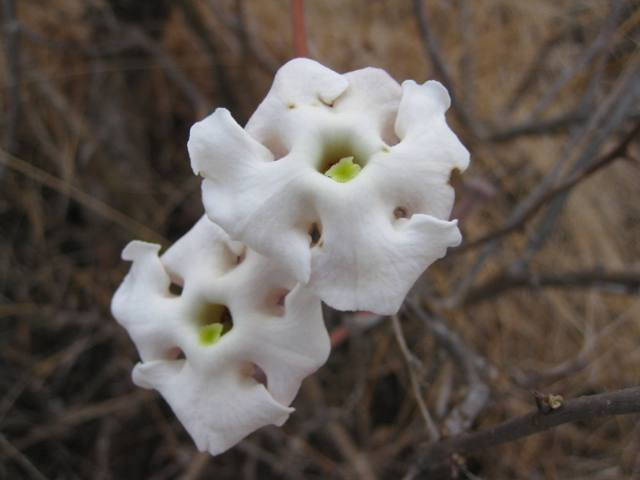